# Troupe de La Monnaie en 1784

## Composition de la troupe duThéâtre de la Monnaieen1784
L'année théâtrale commence le 12 avril 1784 et se termine le 12 février 1785.
| Acteurs et chanteurs         | Actrices et chanteuses  |
| ---------------------------- | ----------------------- |
| Berville                     | Berville                |
| Bultos                       | Bugué                   |
| Bursay                       | Bursay                  |
| Calais                       | Calmont                 |
| Canneel                      | Canneel                 |
| Darcourt                     | Clairville              |
| Debatty                      | Darcourt                |
| Defonds                      | Devienne                |
| Dufresnel                    | D'Humainbourg           |
| Dusauzin                     | Dubuisson               |
| Garnier                      | Gourville               |
| Grégoire                     | Flavier                 |
| Julien                       | Folly fille             |
| La Rivière                   | Folly mère              |
| Mees                         | Keyser                  |
| Moylin                       | Leemans                 |
| Mouton                       | Le Roi                  |
| Saint-Léger                  | Mees                    |
| Saint-Vair                   | Rogier                  |
| Danseurs et figurants        | Danseuses et figurantes |
| Devos, maître de ballet      | Devos                   |
| Gambu                        | D'Humainbourg           |
| Orchestre                    |                         |
| Vitzthumb, maître de musique | Langlois                |
| Aucaigne                     | L'Artillion             |
| Bauwens                      | Laur                    |
| Bischoff                     | Lion                    |
| Borremans                    | Lohen                   |
| Classens                     | Marichal                |
| Dewinne père                 | Mechtler                |
| Dewinne fils                 | Moris                   |
| Doudelet                     | Oostens                 |
| Dubois                       | Poitiaux                |
| Durand                       | Toussaint               |
| Gehot (B.)                   | Van Hamme               |
| Gehot (F.)                   | Van Maldere aîné        |
| Gehot (R.J.)                 | Van Maldere cadet       |
| Immers                       | Zeghers                 |
| Ipperseel                    |                         |
| Autre personnel              |                         |
| Flon, imprimeur              | Devits, receveur        |

### Source
- Nouvel almanach ambigu-chantant, Gand 1785.